# Xiaomi Mi 4i
Xiaomi Mi 4i — смартфон китайської компанії Xiaomi, що є спрощеною версією Xiaomi Mi 4. Був представлений в Нью-Делі 23 квітня 2015 року.

## Дизайн
Екран виконаний зі скла Corning Gorilla Glass, а корпус — з матового пластику.
Знизу знаходяться роз'єм microUSB та мікрофон, а зверху — 3,5 мм аудіороз'єм. Зліва розташований слот під 2 SIM-картки, а справа — гойдалка регулювання гучності та кнопка блокування. Ззаду розташовані подвійний LED-спалах, камера, другий мікрофон та динамік.
Mi 4i продавався в 6 кольорах: темно-сірому, чорному, білому, рожевому, жовтому та блакитному.

## Технічні характеристики

### Апаратне забезпечення
Mi 4i отримав процесор Qualcomm Snapdragon 615 з графічним процесором Adreno 405. Смартфон має 2 ГБ оперативної пам'яті типу LPDDR3 та, залежно від конфігурації, 16 ГБ або 32 ГБ пам'яті постійного зберігання типу eMMC 4.5.
Пристрій отримав акумуляторну батарею об'ємом 3120 мА·год і підтримкою 10-ватної швидкої зарядки Quick Charge.
Екран IPS LCD, 5", Full HD (1920 × 1080) зі співвідношенням сторін 16:9 та щільністю пікселів 441 ppi.
Mi 4i отримав основну камеру на 13 Мп з діафрагмою f/2.0, фазовим автофокусом та можливістю запису відео в роздільній здатності 1080p@30fps. Фронтальна камера отримала роздільність 5 Мп та діафрагму f/1.8.

### Програмне забезпечення
Mi 4i був випущений на MIUI V6 на базі Android 5.0.2 Lollipop і був оновлений до MIUI 9.